# 佩科尼克 (紐約州)
佩科尼克（英語：Peconic）是位於美國紐約州薩福克縣的普查規定居民點。

## 人口
根據2020年美國人口普查的數據，佩科尼克的面積為11.80平方千米，當中陸地面積為8.62平方千米，而水域面積為3.18平方千米。當地共有人口692人，而人口密度為每平方千米58.64人。